# Kobayashi Hirotaka
Hirotaka Kobayashi (sinh ngày 18 tháng 7 năm 1981) là một cầu thủ bóng đá người Nhật Bản.

## Sự nghiệp câu lạc bộ
Hirotaka Kobayashi đã từng chơi cho JEF United Ichihara.